# 上陰影窩
上陰影窩，是臺灣桃園市楊梅區的一個傳統地域名稱，位於該區中部偏西北。相較於今日行政區，其範圍大致與瑞原里相近。

## 歷史
台灣清治末期至日治初期，上陰影窩地區為一街庄，稱為「上陰影窩庄」，隸屬於竹北二堡。該庄東北與上田心仔庄為鄰，東南與水尾庄為鄰，西南邊為頭湖庄，西北邊為伯公崗庄、下陰影窩庄、員笨庄。
1901年（日治明治三十四年）11月，全台廢縣廳改設二十廳，該庄隸屬於桃仔園廳。1903年（明治三十六年），改名桃園廳。1909年（明治四十二年）10月，合併二十廳為十二廳，該庄隸屬不變。1920年（大正九年），廢十二廳改設五州二廳，該庄改制為「上陰影窩」大字，隸屬於新竹州中壢郡楊梅庄。1941年，楊梅庄升格為楊梅街。
戰後楊梅街改制為楊梅鎮，隸屬於新竹縣，大字亦改制為里。1950年桃、竹、苗分治，楊梅鎮改隸屬於桃園縣。2010年8月，楊梅鎮因人口達15萬而改制為楊梅市。2014年12月，桃園縣升格為直轄桃園市，楊梅市改制為楊梅區。

## 交通
台鐵縱貫線大致以東南東—西北西走向經過上陰影窩地區西南部，東側最近的是楊梅車站，屬三等站，停靠部分自強號、莒光號班次及全部的區間車；西側最近的是富岡車站，亦屬三等站，但僅停靠區間車。
市道115號是觀音至芎林的道路，大致以西北—東南走向本地區東部偏北邊界地帶，向西北可前往新屋、觀音等地，向東南轉南可經楊梅市區前往新埔、芎林，續行延伸道路過頭前溪橋可通往省道台68線（東西向快速公路－南寮竹東線）的芎林交流道。
省道台31線又稱「高鐵橋下桃園段道路」，是蘆竹至湖口與高鐵併行的平面幹道，向東北可前往新屋、中壢、大園、蘆竹的高鐵沿線各地，向西南可前往楊梅、湖口的高鐵沿線各地。

## 學校
- 瑞原國中